# Skala Centora
Skala Centora/Mc Isaaca (ang. Centor's scale) – skala służąca do oceny prawdopodobieństwa, czy patogenami, które wywołały ostre zapalenie gardła są paciorkowce.
| Objaw                              | Pkt |
| ---------------------------------- | --- |
| gorączka > 38 °C                   | +1  |
| brak kaszlu                        | +1  |
| powiększenie węzłów chłonnych szyi | +1  |
| obrzęk migdałków i wysięk na nich  | +1  |
| wiek 3–14 lat                      | +1  |
| wiek 15–44 lat                     | 0   |
| wiek ≥45 lat                       | -1  |

Za spełnienie każdego z punktów skali przyznaje się jeden punkt, stąd wynik w skali Centora musi się mieścić w zakresie od -1 do 5. Uzyskanie 4 i 5 punktów bardzo silnie wskazuje na obecność zakażenia bakteryjnego i powinno się stać podstawą do włączenia leczenia antybiotykami, a uzyskanie 2 lub 3 punktów jest wskazaniem do wykonania rozstrzygającego szybkiego testu paciorkowcowego lub posiewu.
Stosowanie skali Centora zwiększa stopień racjonalnej antybiotykoterapii. Uważa się, że około 70 – 80% wszystkich zapaleń gardła wywoływane jest przez wirusy, a wówczas antybiotykoterapia jest nieskuteczna, a wręcz szkodliwa. Skala Centora pozwala na dość dokładną identyfikację osób z infekcjami bakteryjnymi i wprowadzenie do leczenia antybiotyków, kiedy są niezbędne (według danych w Polsce antybiotyki są stosowane w około 75% infekcji dróg oddechowych, czyli około 3-krotnie za często).